# Dunkle Kanäle
Dunkle Kanäle ist der 16. Kriminalroman in einer Serie von Tony Hillerman. Unter dem Titel The Sinister Pig erschien er 2003 in englischer Sprache, deutschsprachig 2004 im Rowohlt Verlag.

## Hintergrund
Dunkle Kanäle ist ein Roman von Tony Hillerman aus seiner Serie um die Ermittler Joe Leaphorn, Jim Chee und Bernadette Manuelito. Die Serie stellte anfangs eine Reihe von Ethno-Krimis dar, deren Kontext die Navajo Tribal Police (Polizei der Navajo Nation Reservation), das soziale Ambiente in der Reservation und ihrer Umgebung, die indianische Kultur und deren Spannungen gegenüber der „weißen“ Mehrheits-Zivilisation war. Mit Dunkle Kanäle verließ Tony Hillerman erstmals dieses Konzept fast vollständig, versetzt dazu Bernadette Manuelito zur Grenzpolizei an die US/mexikanische Grenze, wo auch der überwiegende Teil der Handlung spielt. Indianische Kultur und deren Spannungen gegenüber der „weißen“ Mehrheits-Zivilisation, ein durchgängiges Thema in allen vorangegangenen Folgen der Reihe, spielen kaum eine Rolle.

## Personen

### Polizei und Ermittler
- Bernadette Manuelito („Bernie“) ist Angehörige der Navajo (auch: Dinee, „Volk“). Ihr geheimer „Kriegsname“ lautet Mädchen, Das Lacht. Sie ist in Jim Chee verliebt. Beide haben aber erhebliche Schwierigkeiten, das dem anderen zu gestehen. Um der Situation auszuweichen, hat sie sich zur Grenzpolizei an die mexikanische Grenze versetzen lassen und ist nach Rodeo gezogen.
- Officer (Beamter) Jim Chee (Kriegername: „Der, der weit voraus denkt“ oder „Tiefer Denker“), ist ebenfalls ein Angehöriger der Navajo. Chee ist tief in der Navajo-Kultur verwurzelt. Er arbeitet als Sergeant in der Dienststelle Shiprock. Auch er ist seit mehreren Folgen der Serie in Bernadette Manuelito verliebt, traut sich ihr das aber nicht zu sagen.
- Joe Leaphorn war Lieutenant (Leutnant) der Navajo Tribal Police und ist seit einiger Zeit pensioniert. Er ist ebenfalls Angehöriger der Navajo und war früher Vorgesetzter von Chee. Nach dem Tod seiner Frau einige Jahre zuvor und seiner Pensionierung ist er einsam und widmet sich aus Langeweile Ermittlungen. Er wohnt in Windows Rock und ist mit der Ethnologin Louisa Bourebonette befreundet.
- Ed Henry von der Zollbehörde ist District Supervisor und der Vorgesetzte von Bernadette Manuelito.
- Eleanda Garza ist eine Kollegin von Bernadette Manuelito und gleichzeitig deren Vermieterin in Rodeo.

### Die anderen
- Louisa Bourebonette ist Ethnologie-Professorin an der Northern Arizona University. Sie sammelt indianische Überlieferungen und wohnt während ihrer Forschungen bei Joe Leaphorn.
- Gordon Stein (Pseudonym: Carl Mankin) soll wegen verschwundener Milliarden aus Erdölgeschäften, die eigentlich der indigenen Bevölkerung hätten zugutekommen sollen, im Auftrag eines hohen Politikers in Washington, D.C. verdeckt ermitteln und wird dabei ermordet.
- Rawley Winsor ist Lobbyist in Washington, D.C. Er besitzt ein großes Gelände an der mexikanischen Grenze, auf dem er afrikanisches Wild hält und für Geschäftspartner Jagden veranstaltet. Um seine einflussreiche Frau, Margo Lodge Winsor nicht zu verprellen, erteilt er den Auftrag, seine schwangere Geliebte Chrissy zu ermorden.
- Budge, Ex-CIA-Mitarbeiter, ist als Chauffeur und Pilot von Rawley Winsor angestellt, wird von ihm aber auch mit Spionage- und Mordaufträgen bedacht.

## Handlung
Die Grenzpolizei an der mexikanischen Grenze ist vor allem mit zwei Aufgaben befasst: Illegale Einwanderung in die USA und den grenzüberschreitenden Drogenschmuggel zu bekämpfen. Bernadette Manuelito hat mit beidem zu tun und kommt dabei gefährlichen Kriminellen in die Quere, was sie in große Gefahr bringt. Jim Chee kann sie daraus retten und die beiden fassen abschließend den Mut, sich gegenseitig ihre Liebe zu gestehen.

## Ausgaben
- The Sinister Pig. HarperCollins, New York 2003. ISBN 0-06-019443-X
- Dunkle Kanäle. Rowohlt Verlag, Reinbek bei Hamburg 2004. ISBN 3-499-23688-5